# Índice de satisfacción con la vida

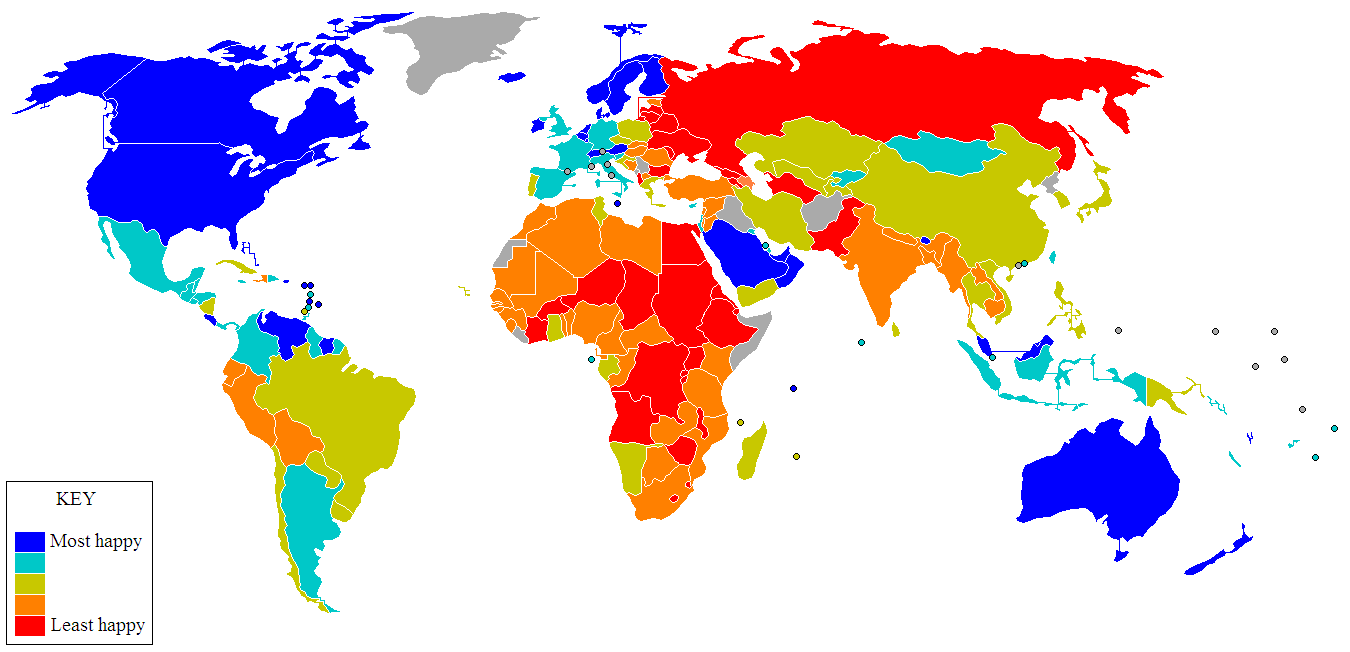
Mapa del mundo que indica la felicidad en el mundo

El índice de satisfacción con la vida fue creado por Adrian G. White, un psicólogo social de la Universidad de Leicester, utilizando datos de un metastudy. Es un intento de mostrar la satisfacción de vida (satisfacción con la vida subjetiva) en diferentes naciones.
En este cálculo, el bienestar subjetivo se correlaciona más fuertemente con la salud (.7), la riqueza (.6), y el acceso a la educación básica(.6).
Este es un ejemplo de la medición directa de la felicidad - preguntando a la gente cuán felices son - como una alternativa a las medidas tradicionales de política de éxito como el PIB o el PNB. Algunos estudios sugieren que la felicidad se puede medir con eficacia.
Este índice no se basa sin embargo solamente en preguntarle a la gente "cómo se siente", sino también en su desarrollo social y económico.

## Clasificación internacional 2013
| Rango | País                         | ISV    |     | Rango                           | País   | ISV |
| 1     | Dinamarca                    | 273,4  | 90  | Japón                           | 206,67 |     |
| 2     | Suiza                        | 273,33 | 91  | Yemen                           | 206,67 |     |
| 3     | Austria                      | 260    | 92  | Portugal                        | 203,33 |     |
| 4     | Islandia                     | 260    | 93  | Sri Lanka                       | 203,33 |     |
| 5     | Bahamas                      | 256,67 | 94  | Tayikistán                      | 203,33 |     |
| 6     | Finlandia                    | 256,67 | 95  | Vietnam                         | 203,33 |     |
| 7     | Suecia                       | 256,67 | 96  | Irán                            | 200    |     |
| 8     | Bután                        | 253,33 | 97  | Comoras                         | 196,67 |     |
| 9     | Brunéi                       | 253,33 | 98  | Croacia                         | 196,67 |     |
| 10    | Canadá                       | 253,33 | 99  | Polonia                         | 196,67 |     |
| 11    | Irlanda                      | 253,33 | 100 | Cabo Verde                      | 193,33 |     |
| 12    | Luxemburgo                   | 253,33 | 101 | Kazajistán                      | 193,33 |     |
| 13    | Costa Rica                   | 250    | 102 | Corea del Sur                   | 193,33 |     |
| 14    | Malta                        | 250    | 103 | Madagascar                      | 193,33 |     |
| 15    | Países Bajos                 | 250    | 104 | Bangladés                       | 190    |     |
| 16    | Antigua y Barbuda            | 246,67 | 105 | República del Congo             | 190    |     |
| 17    | Malasia                      | 246,67 | 106 | Gambia                          | 190    |     |
| 18    | Nueva Zelanda                | 246,67 | 107 | Hungría                         | 190    |     |
| 19    | Noruega                      | 246,67 | 108 | Libia                           | 190    |     |
| 20    | Seychelles                   | 246,67 | 109 | Sudáfrica                       | 190    |     |
| 21    | San Cristóbal y Nieves       | 246,67 | 110 | Camboya                         | 186,67 |     |
| 22    | Emiratos Árabes Unidos       | 246,67 | 111 | Ecuador                         | 186,67 |     |
| 23    | Estados Unidos               | 246,67 | 112 | Kenia                           | 186,67 |     |
| 24    | Vanuatu                      | 246,67 | 113 | Líbano                          | 186,67 |     |
| 25    | Venezuela                    | 246,67 | 114 | Marruecos                       | 186,67 |     |
| 26    | Australia                    | 243,33 | 115 | Perú                            | 186,67 |     |
| 27    | Barbados                     | 243,33 | 116 | Senegal                         | 186,67 |     |
| 28    | Bélgica                      | 243,33 | 117 | Bolivia                         | 183,33 |     |
| 29    | Dominica                     | 243,33 | 118 | Haití                           | 183,33 |     |
| 30    | Omán                         | 243,33 | 119 | Nepal                           | 183,33 |     |
| 31    | Arabia Saudita               | 243,33 | 120 | Nigeria                         | 183,33 |     |
| 32    | Surinam                      | 243,33 | 121 | Tanzania                        | 183,33 |     |
| 33    | Baréin                       | 240    | 122 | Benín                           | 180    |     |
| 34    | Colombia                     | 240    | 123 | Botsuana                        | 180    |     |
| 35    | Alemania                     | 240    | 124 | Guinea-Bisáu                    | 180    |     |
| 36    | Guyana                       | 240    | 125 | India                           | 180    |     |
| 37    | Honduras                     | 240    | 126 | Laos                            | 180    |     |
| 38    | Kuwait                       | 240    | 127 | Mozambique                      | 180    |     |
| 39    | Panamá                       | 240    | 128 | Autoridad Nacional Palestina    | 180    |     |
| 40    | San Vicente y las Granadinas | 240    | 129 | Eslovaquia                      | 180    |     |
| 41    | Reino Unido                  | 236,67 | 130 | Birmania                        | 176,67 |     |
| 42    | República Dominicana         | 233,33 | 131 | Mali                            | 176,67 |     |
| 43    | Guatemala                    | 233,33 | 132 | Mauritania                      | 176,67 |     |
| 44    | Jamaica                      | 233,33 | 133 | Turquía                         | 176,67 |     |
| 45    | Catar                        | 233,33 | 134 | Argelia                         | 173,33 |     |
| 46    | España                       | 233,33 | 135 | Guinea Ecuatorial               | 173,33 |     |
| 47    | Santa Lucía                  | 233,33 | 136 | Rumania                         | 173,33 |     |
| 48    | Belice                       | 230    | 137 | Bosnia y Herzegovina            | 170    |     |
| 49    | Chipre                       | 230    | 138 | Camerún                         | 170    |     |
| 50    | Italia                       | 230    | 139 | Estonia                         | 170    |     |
| 51    | México                       | 230    | 140 | Guinea                          | 170    |     |
| 52    | Samoa                        | 230    | 141 | Jordania                        | 170    |     |
| 53    | Singapur                     | 230    | 142 | Siria                           | 170    |     |
| 54    | Islas Salomón                | 230    | 143 | Sierra Leona                    | 166,67 |     |
| 55    | Trinidad y Tobago            | 230    | 144 | Azerbaiyán                      | 163,33 |     |
| 56    | Argentina                    | 226,67 | 145 | República Centroafricana        | 163,33 |     |
| 57    | Fiyi                         | 223,33 | 146 | Macedonia del Norte             | 163,33 |     |
| 58    | Israel                       | 223,33 | 147 | Togo                            | 163,33 |     |
| 59'   | Mongolia                     | 223,33 | 148 | Zambia                          | 163,33 |     |
| 60    | Santo Tomé y Príncipe        | 223,33 | 149 | Angola                          | 160    |     |
| 61    | El Salvador                  | 220    | 150 | Yibuti                          | 160    |     |
| 62    | Francia                      | 220    | 151 | Egipto                          | 160    |     |
| 63    | Hong Kong                    | 220    | 152 | Burkina Faso                    | 156,67 |     |
| 64    | Indonesia                    | 220    | 153 | Etiopía                         | 156,67 |     |
| 65    | Kirguistán                   | 220    | 154 | Letonia                         | 156,67 |     |
| 66    | Maldivas                     | 220    | 155 | Lituania                        | 156,67 |     |
| 67    | Eslovenia                    | 220    | 156 | Uganda                          | 156,67 |     |
| 68    | Taiwán                       | 220    | 157 | Albania                         | 153,33 |     |
| 69    | Timor Oriental               | 220    | 158 | Malaui                          | 153,33 |     |
| 70    | Tonga                        | 220    | 159 | Chad                            | 150    |     |
| 71    | Chile                        | 216,67 | 160 | Costa de Marfil                 | 150    |     |
| 72    | Granada                      | 216,67 | 161 | Níger                           | 150    |     |
| 73    | Mauricio                     | 216,67 | 162 | Eritrea                         | 146,67 |     |
| 74    | Namibia                      | 216,67 | 163 | Ruanda                          | 146,67 |     |
| 75    | Paraguay                     | 216,67 | 164 | Bulgaria                        | 143,33 |     |
| 76    | Tailandia                    | 216,67 | 165 | Lesoto                          | 143,33 |     |
| 77    | República Checa              | 213,33 | 166 | Pakistán                        | 143,33 |     |
| 78    | Filipinas                    | 213,33 | 167 | Rusia                           | 143,33 |     |
| 79    | Túnez                        | 213,33 | 168 | Suazilandia                     | 140    |     |
| 80    | Uzbekistán                   | 213,33 | 169 | Georgia                         | 136,67 |     |
| 81    | Brasil                       | 210    | 170 | Bielorrusia                     | 133,33 |     |
| 82    | China                        | 210    | 171 | Turkmenistán                    | 133,33 |     |
| 83    | Cuba                         | 210    | 172 | Armenia                         | 123,33 |     |
| 84    | Grecia                       | 210    | 173 | Sudán                           | 120    |     |
| 85    | Nicaragua                    | 210    | 174 | Ucrania                         | 120    |     |
| 86    | Papúa Nueva Guinea           | 210    | 175 | Moldavia                        | 116,67 |     |
| 87    | Uruguay                      | 210    | 176 | República Democrática del Congo | 110    |     |
| 88    | Gabón                        | 206,67 | 177 | Zimbabue                        | 110    |     |
| 89    | Ghana                        | 206,67 | 178 | Burundi                         | 100    |     |